# 大谷智巳
大谷 智巳（おおたに ともみ、1969年5月31日-）は、日本の作曲家。群馬県出身。サンダーフォース2などの作品で知られる。

## 略歴
1988年、学生の時、長崎県佐世保市にあったテクノソフトのサンダーフォース2を全曲担当し、TMOサウンドとして人気を得る。
1998年 有限会社ティーエムオー設立。その後、コンピュータ及びインターネット事業を展開。
2006年8月に脳内出血になり現在、治療中である。
脳内出血を患ったことにより、長らく有限会社ティーエムオーは活動していなかったが、2007年11月にティーエムオーからPCウィンズドットコムへ名前を変更し、活動を再開した。かつては音楽関連専用の無料ホームページスペースサービスである「ISMUSIC NETWORKS」を運営していたが2006年9月にサービスを停止して以来、2008年3月現在も閉鎖されている。

## 主な関連作品
- ボルトオン
- ヘルツォーク
- ヘルツォーク・ツヴァイ
- 新九玉伝
- ディーダッシュ
- サンダーフォース2
- サンダーフォース3

## 主な楽曲
- Knight of legend II
- Seasidewind I
- Final Lap 1999
- Twilight Feeling
- Adventures ～Highway Star～
- BEST OF THUNDER FORCE

他多数